# Udienza (diritto)
L'udienza, in diritto, è il periodo di tempo corrispondente alla durata di un segmento dell'attività giurisdizionale che viene svolto in pubblico.
Di norma ha luogo, in un'aula apposita, per la celebrazione del dibattimento nel processo penale o per la trattazione della controversia in sede civile.

## Tipologia
L'udienza si celebra con la presenza del pubblico in ossequio al principio della pubblicità; tuttavia, in alcuni casi, l'ordinamento può prevedere che si svolga a porte chiuse.
Per analogia, anche le attività parlamentari che si svolgono con le forme o con i poteri delle autorità giudiziaria (es. commissioni d'inchiesta) possono essere designate col termine anglosassone equivalente (hearing).

## L'udienza nel processo penale
Nel processo penale, l'udienza che apre la celebrazione del dibattimento, assolve il compito di attestare la costituzione delle parti. Verificata l'instaurazione del contraddittorio, il giudice dà inizio alla sommaria cognizione della pretesa penale, ascoltando l'esposizione delle risultanze investigative del pubblico ministero. Eventualmente, il giudice può sottoporre l'imputato all'interrogatorio. Una volta conclusa l'esposizione della parte pubblica, prendono parola i difensori delle varie parti private fino all'ultimo intervento, che spetta al difensore dell'imputato. Al termine delle udienze dibattimentali, il giudice adotta la sua decisione.

### L'udienza preliminare e l'udienza di convalida
Particolari tipi d'udienza sono l'udienza preliminare e l'udienza di convalida.
Il corso ordinario del procedimento penale prevede la celebrazione dell'udienza preliminare qualora il pubblico ministero abbia fatto richiesta di rinvio a giudizio al termine delle indagini preliminari. Al termine dell'udienza preliminare il giudice stabilisce se l'imputato debba essere prosciolto o rinviato a giudizio.
La funzione dell'udienza preliminare è duplice: in primo luogo, sottoporre al giudice dell'udienza preliminare la richiesta di rinvio a giudizio consente di valutarne la fondatezza, in seconda battuta consente di sfoltire i carichi pendenti, attraverso il proscioglimento dei soggetti nei confronti dei quali è stata formulata un'imputazione azzardata. L'udienza preliminare è inoltre la sede per la celebrazione dei riti alternativi del patteggiamento e del giudizio abbreviato.
Diversi sono i presupposti dell'udienza di convalida. Qualora la polizia giudiziaria abbia arrestato o fermato un soggetto, deve darne comunicazione al pubblico ministero entro ventiquattro ore. Il pubblico ministero presenta la richiesta di convalida al giudice del dibattimento se procede a giudizio direttissimo, altrimenti la presenta al giudice per le indagini preliminari.
Ricevuta la richiesta, il giudice fissa l'udienza di convalida al più presto e comunque entro le 48 ore successive dandone avviso, senza ritardo, al pubblico ministero e al difensore. L'udienza si svolge in camera di consiglio con la partecipazione facoltativa del pubblico ministero e necessaria del difensore dell'indagato. L'arresto o il fermo cessa di avere efficacia se l'ordinanza di convalida non è pronunciata o depositata nelle 48 ore successive al momento in cui l'arrestato o il fermato è stato posto a disposizione del giudice. In sede di convalida vengono prese due distinte decisioni: il giudice accerta se l'arresto o il fermo è stato legittimamente eseguito e se sono stati osservati i termini perentori per porre l'arrestato o il fermato a disposizione del pubblico ministero e per chiedere la convalida, quindi decide con ordinanza se convalidare o meno l'arresto o il fermo. Il provvedimento può essere impugnato con il mezzo del ricorso per cassazione. In alternativa, il giudice valuta se sussistono i presupposti della misura cautelare richiesta dal pubblico ministero per applicarla. L'ordinanza è impugnabile presso il tribunale del riesame.

## L'udienza nel processo civile
Nel processo civile si tengono più udienze in camera di consiglio davanti al giudice istruttore, nelle quali avviene la trattazione e l'istruzione della causa. Le udienze davanti al tribunale in composizione collegiale sono invece di regola pubbliche. Nel rito del lavoro, in cui sono vietate le udienze di mero rinvio, il processo dovrebbe tendenzialmente esaurirsi in una sola udienza, al termine della quale il giudice pronuncia la sentenza dando lettura del dispositivo.